# Jamila Marreiros
Jamila Soraia Martins Marreiros, alias Jamila Marreiros ou encore Jamila Martins , née le 30 mai 1988, est une footballeuse internationale portugaise qui joue au poste de gardienne en faveur de l'AD Pasteis, en deuxième division portugaise.

## Biographie
Jamila Marreiros est la fille d'un père portugais et d'une mère angolaise. Elle commence le football en jouant au futsal pour le Centro de Lagos, puis à l'UAC Lagos aux côtés de sa coéquipière Cláudia Neto. 
Après être passée au football à 11, toujours au sein de l'UAC Lagos, elle suit Cláudia Neto en Espagne. Elles jouent tout d'abord pour le Prainsa Zaragoza, durant 4 saisons, atteignant la finale de la Coupe d'Espagne féminine de football en 2012-13. Puis se retrouvent à nouveau au sein de l'Espanyol Barcelona. Lors de la finale de la Copa Cataluña, la décision se joue aux tirs au but. Elle en arrête 3 et offre ainsi la victoire aux Pericas. Les deux joueuses n'entrant pas dans les plans de l'entraîneur José Antonio Montes, sont autorisées à quitter l'Espanyol en juin 2014.
Elle revient ensuite au Portugal et joue pour le GDC A-Dos-Francos en septembre 2014. Elle rejoint par la suite le CF Benfica, avec qui elle remporte le triplé, Championnat, Coupe et Supercoupe au cours de la saison 2015-2016, le CF Benfica obtient ainsi son deuxième doublé consécutif. Elle aussi, mise à l'honneur, une nouvelle fois avec sa collègue Cláudia Neto, par la mairie de Lagos. Elle est nommée gardien de but féminin de l'année du Campeonato Nacional de Futebol. Après deux saisons passées à Lisbonne, n'arrivant pas à vivre en tant que professionnelle de son sport, elle quitte le football. En mai 2018, elle rejoint son club de cœur le Sporting CP, afin de disputer le Women's Euro Winners Cup (Beach Soccer), à Nazaré.
Elle revient vers le football, rejoignant le club de l'AD Pasteis, qui évolue en deuxième division portugaise.
Elle fait partie de l'équipe du Portugal médaillée de bronze aux Jeux européens de 2023.

## Statistiques

### En club
| Saison                | Club                  | Championnat               | Championnat | Championnat | Coupe(s) nationale(s) | Coupe(s) nationale(s) | Compétition(s) continentale(s) | Compétition(s) continentale(s) | Compétition(s) continentale(s) | Sélection | Sélection | Sélection | Total | Total |
| Saison                | Club                  | Division                  | M.          | B.          | M.                    | B.                    | Comp.                          | M.                             | B.                             | Équipe    | M.        | B.        | M.    | B.    |
| 2009-10               | EFF Setúbal           | Promoção Feminina         | -           | -           | -                     | -                     | -                              | 0                              | 0                              | -         | 0         | 0         | 0     | 0     |
| Sous-total            | Sous-total            | Sous-total                | -           | -           | -                     | -                     | -                              | 0                              | 0                              | -         | 0         | 0         | 0     | 0     |
| 2009-10               | Prainsa Zaragoza      | Liga Femenina             | 2           | 0           | 0                     | 0                     | -                              | 0                              | 0                              | -         | 0         | 0         | 2     | 0     |
| 2010-11               | Prainsa Zaragoza      | Liga Femenina             | 19          | 0           | 0                     | 0                     | -                              | 0                              | 0                              | A         | 2         | 0         | 21    | 0     |
| 2011-12               | Prainsa Zaragoza      | Liga Femenina             | 25          | 0           | 0                     | 0                     | -                              | 0                              | 0                              | A         | 2         | 0         | 27    | 0     |
| 2012-13               | Prainsa Zaragoza      | Liga Femenina             | 25          | 0           | 5                     | 0                     | -                              | 0                              | 0                              | A         | 1         | 0         | 31    | 0     |
| Sous-total            | Sous-total            | Sous-total                | 71          | 0           | 5                     | 0                     | -                              | 0                              | 0                              | -         | 5         | 0         | 81    | 0     |
| 2013-14               | Espanyol Barcelona    | Liga Femenina             | 26          | 0           | 0                     | 0                     | -                              | 0                              | 0                              | -         | 0         | 0         | 26    | 0     |
| Sous-total            | Sous-total            | Sous-total                | 26          | 0           | 0                     | 0                     | -                              | 0                              | 0                              | -         | 0         | 0         | 26    | 0     |
| 2014-15               | GDC A-Dos-Francos     | Nacional Feminino         | -           | -           | -                     | -                     | -                              | 0                              | 0                              | -         | 0         | 0         | 0     | 0     |
| Sous-total            | Sous-total            | Sous-total                | -           | -           | -                     | -                     | -                              | 0                              | 0                              | -         | 0         | 0         | 0     | 0     |
| 2015-16               | CF Benfica            | Nacional Feminino Allianz | 16          | 0           | 5                     | 0                     | LDC                            | 2                              | 0                              | -         | 0         | 0         | 23    | 0     |
| 2016-17               | CF Benfica            | Nacional Feminino Allianz | 11          | 0           | 2                     | 0                     | LDC                            | 3                              | 0                              | A         | 1         | 0         | 17    | 0     |
| Sous-total            | Sous-total            | Sous-total                | 27          | 0           | 7                     | 0                     | -                              | 5                              | 0                              | -         | 1         | 0         | 40    | 0     |
| 2019-20               | AD Pasteis            | II Divisão Feminina       | 1           | 0           | -                     | -                     | -                              | 0                              | 0                              | -         | 0         | 0         | 1     | 0     |
| Sous-total            | Sous-total            | Sous-total                | 1           | 0           | -                     | -                     | -                              | 0                              | 0                              | -         | 0         | 0         | 1     | 0     |
| 2020-21               | CF Benfica            | Liga BPI                  | 7           | 0           | 0                     | 0                     | -                              | 0                              | 0                              | -         | 0         | 0         | 7     | 0     |
| Sous-total            | Sous-total            | Sous-total                | 7           | 0           | 0                     | 0                     | -                              | 0                              | 0                              | -         | 0         | 0         | 7     | 0     |
| Total sur la carrière | Total sur la carrière | Total sur la carrière     | 132         | 0           | 12                    | 0                     | -                              | 5                              | 0                              |           | 6         | 0         | 155   | 0     |

Statistiques actualisées le 9 juin 2023

#### Matchs disputés en coupes continentales
| Matchs | Date         | Stade                     | Adversaire           | Résultat | Minutes | Compétition         | Buts | Tour                   | Club       |
| ------ | ------------ | ------------------------- | -------------------- | -------- | ------- | ------------------- | ---- | ---------------------- | ---------- |
| 1      | 11 août 2015 | Stade Gradski vrt, Osijek | ŽFK Spartak Subotica | 2 – 1    | 90 min  | Ligue des champions | -2   | Phase de qualification | CF Benfica |
| 2      | 13 août 2015 | Stade Gradski vrt, Osijek | ŽNK Osijek           | 3 – 0    | 90 min  | Ligue des champions | 0    | Phase de qualification | CF Benfica |
| 3      | 23 août 2016 | ISS Stadion, Vantaa       | PK-35 Vantaa         | 1 – 2    | 90 min  | Ligue des champions | -1   | Phase de qualification | CF Benfica |
| 4      | 25 août 2016 | ISS Stadion, Vantaa       | Avaldsnes IL         | 1 – 6    | 90 min  | Ligue des champions | -6   | Phase de qualification | CF Benfica |
| 5      | 28 août 2016 | Sonera Stadium, Helsinki  | Newry City LFC       | 0 – 5    | 90 min  | Ligue des champions | 0    | Phase de qualification | CF Benfica |

### En sélection nationale
Ses débuts en sélection portugaise date du 9 mars 2009, où elle revêt le maillot des A, lors d'un match de l'Algarve Cup 2009, face à l'équipe d'Autriche où elle est titulaire (victoire 1 à 0). 
Le 6 juillet 2017, elle est convoquée par l'entraîneur Francisco Neto afin de participer à l'Euro 2017, où elle ne dispute aucune rencontre.
| Matches officiels de Jamila Marreiros en sélections portugaises au 17 décembre 2019 | Matches officiels de Jamila Marreiros en sélections portugaises au 17 décembre 2019 | Matches officiels de Jamila Marreiros en sélections portugaises au 17 décembre 2019 | Matches officiels de Jamila Marreiros en sélections portugaises au 17 décembre 2019 | Matches officiels de Jamila Marreiros en sélections portugaises au 17 décembre 2019 |
| Club                                                                                | V.                                                                                  | N.                                                                                  | D.                                                                                  | Buts                                                                                |
| ----------------------------------------------------------------------------------- | ----------------------------------------------------------------------------------- | ----------------------------------------------------------------------------------- | ----------------------------------------------------------------------------------- | ----------------------------------------------------------------------------------- |
| Portugal U19 (4 matchs:25,00%) (Incomplet)                                          | 0 (00,00%)                                                                          | 0 (00,00%)                                                                          | 0 (00,00%)                                                                          | 0 (00,00%)                                                                          |
| Portugal A (12 matchs:75,00%) (Incomplet)                                           | 5 (62,50%)                                                                          | 2 (25,00%)                                                                          | 1 (12,50%)                                                                          | 0 (00,00%)                                                                          |
| Total (Incomplet)                                                                   | 5 (62,50%)                                                                          | 2 (25,00%)                                                                          | 1 (12,50%)                                                                          | 0                                                                                   |

## Palmarès

### En club

#### Avec lePrainsa Zaragoza
- Finaliste de la Copa de la Reina : 1 fois — 2012-13.

#### Avec l'Espanyol Barcelona
- Vainqueur de la Copa Cataluña : 1 fois — 2013.

#### Avec leCF Benfica
- Vainqueur du Championnat du Portugal : 1 fois — 2015-16.
- Vainqueur de la Coupe du Portugal : 1 fois — 2015-16.
- Vainqueur de la Supercoupe : 1 fois — 2015.
- Vainqueur de la Coupe de l'AF Lisboa Carla Couto : 1 fois — 2016-17.
- Finaliste de la Supercoupe : 1 fois — 2016.

### En sélection

#### Avec l'équipe du Portugal féminine de beach soccer
- Médaillée de bronze aux Jeux européens de 2023